# نینو مارکتی
نینو مارکتی (ایتالیایی: Nino Marchetti؛ ‏ ۲۱ فوریهٔ ۱۹۰۹ – ۲ سپتامبر ۱۹۸۳) هنرپیشه اهل ایتالیا بود.
از فیلم‌هایی که وی در آن نقش داشته‌است، می‌توان به فروشگاه بزرگ، به من نگو!، مارکو ویسکونتی، ترانه بهار، رژ لب، دختر رودخانه، هرکول آزادشده، آنا، شنل، مایندادس، آدم‌های ناشناس، بینوایان، عشاق لاتین، پری‌ها و هیرود بزرگ اشاره کرد.